# Barsunchet
Barsunchet – gaun wikas samiti w środkowej części Nepalu w strefie Bagmati w dystrykcie Nuwakot. Według nepalskiego spisu powszechnego z 2001 roku liczył on 111 gospodarstw domowych i 554 mieszkańców (283 kobiet i 271 mężczyzn).